# Orme
Ulmus
Pour les articles homonymes, voir Orme (homonymie).
Genre
Classification APG III (2009)
Ulmus (les ormes) est un genre de plantes à fleurs de la famille des Ulmaceae ou Ulmacées. Ce sont des arbres atteignant une trentaine de mètres (et rarement 40 m). L'orme est un arbre de haute futaie, et fournit un excellent bois d'œuvre, pratiquement comparable au bois de chêne. Il a pratiquement disparu d'Europe de l'Ouest dans la seconde moitié du XXe siècle en raison de la graphiose. Le développement de cultivars résistants fait l'objet de recherches intenses depuis les années 1960. Depuis quelques années, l'orme est réimplanté dans la majorité des villes françaises.

## Étymologie
Le mot Orme présente une altération au XIe siècle de l'ancien français olme, lui-même issu d’ulmus, nom latin de la plante.
Le latin ulmus repose sur une racine indo-européenne *h₁élem « orme des montagnes » à l'origine des cognats balto-slave *elemas; celtique *lemos (d'où gaulois lemo-, limo- cf. Lemovices (Limousin, Limoges); vieil irlandais lem); germanique *elmaz (d'où anglais elm, ancien norrois almr (islandais álmur; suédois alm), gotique alms); breton oulm, etc.

## Toponymie
- Lormes, localité de la Nièvre.

La forme ancienne de l'orme, oulme (du latin ulmus, orme) a donné de nombreux toponymes, dont le nombre indique la grande fréquence de cet arbre :
- L'Houmeau, l'Houme, Oulmes, etc. (Ne pas confondre avec le Houlme en Normandie, issu du norrois holmr, îlot, prairie au bord de l'eau) ;
- oulme a souvent évolué vers homme, donnant des toponymes du type de col de l'homme mort, cote du Mort-Homme, ou des patronymes du type Quatre-hommes, indiquant dans le premier cas, un col où se trouvait un orme mort, et dans le dernier, une personne habitant à proximité d'un groupe de quatre ormes (Ne pas confondre avec les noms du type le Homme ou le Hom en Normandie, issus du norrois holmr « ilôt, prairie au bord de l'eau ») ;
- le toponyme Ormoy en découle (plusieurs communes et hameaux)[3].

La forme celtique *lemos > gaulois lemo- / limo- est un éléments du nom de :
- Lémovices, peuple gaulois occupant l'actuel Limousin, dans lequel se trouve Limoges ;
- Lumeau#Lumeau, bois d'ormes, localité dans la région naturelle de Beauce en Eure-et-Loir.
- Limeil, localité du Val-de-Marne
- Newcastle-under-Lyme en Angleterre
- Ashton-under-Lyne en Angleterre

## Description

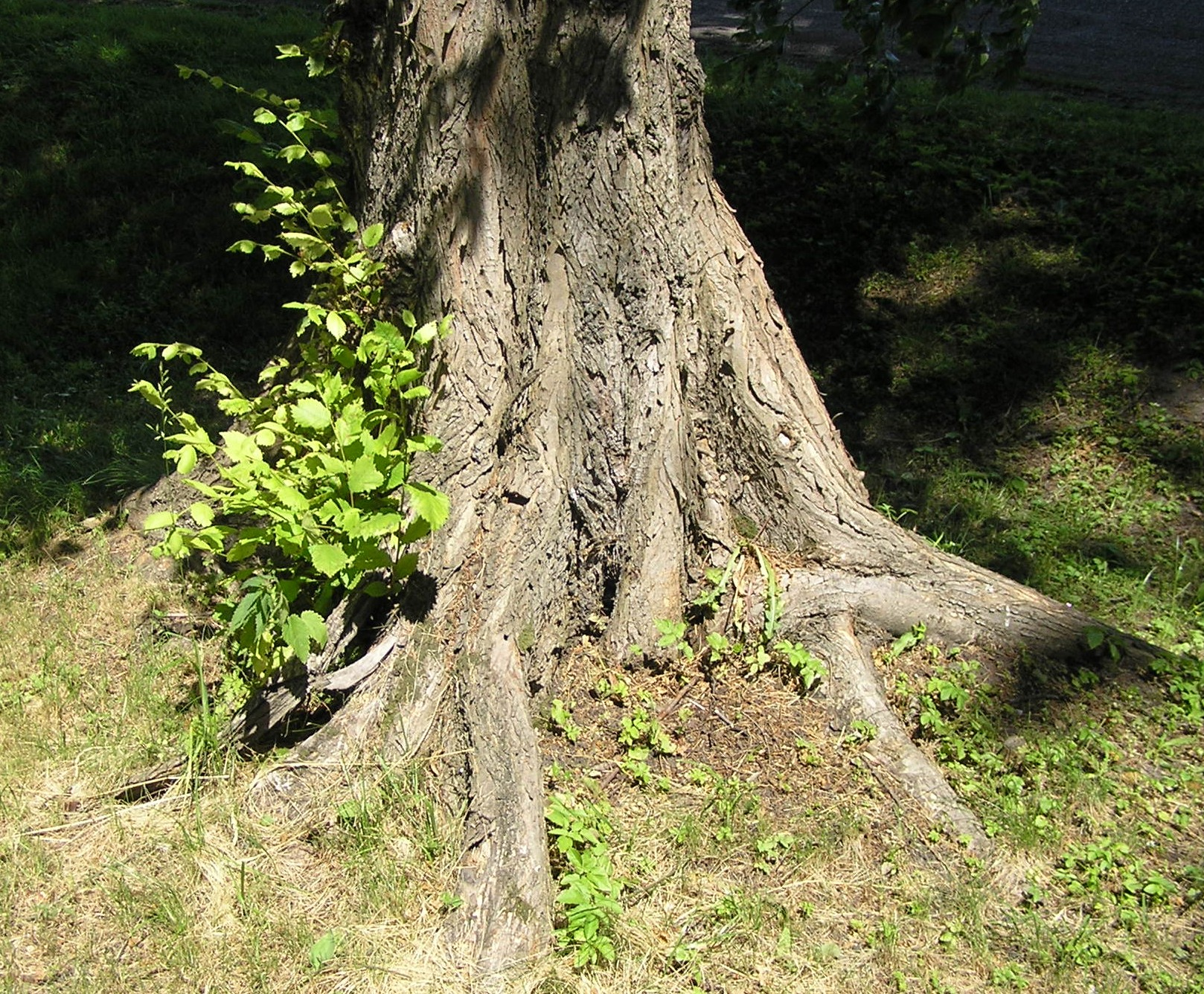
Contreforts racinaires.

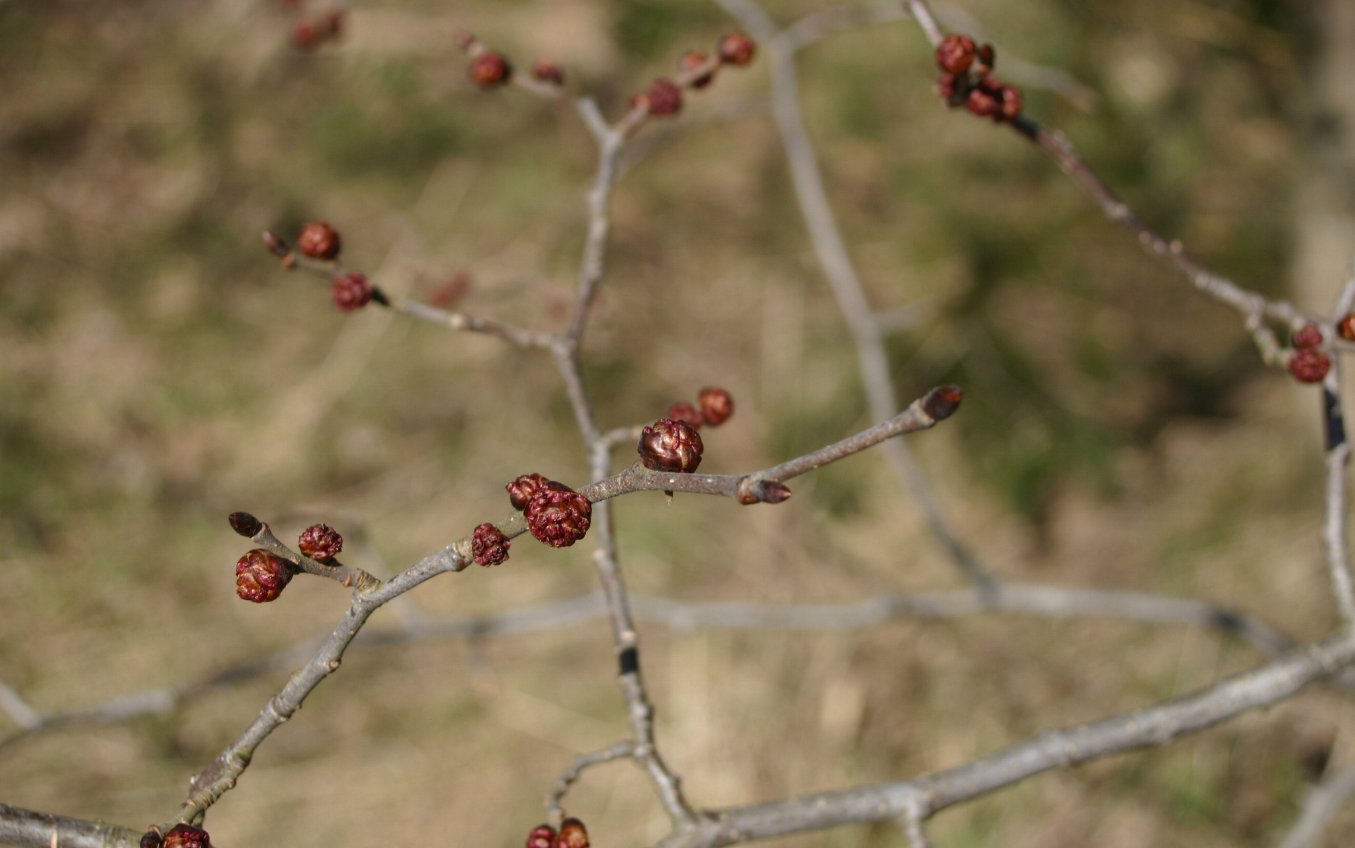
Fleurs en glomérules de l'orme glabre.

- Écorce fissurée, sauf chez les jeunes spécimens.
- Feuilles caduques, généralement alternées, simples, doublement dentées et souvent nettement dissymétriques à la base (comme chez le micocoulier) (ce qui permet la distinction avec les charmes qui ont des feuilles semblables mais symétriques).

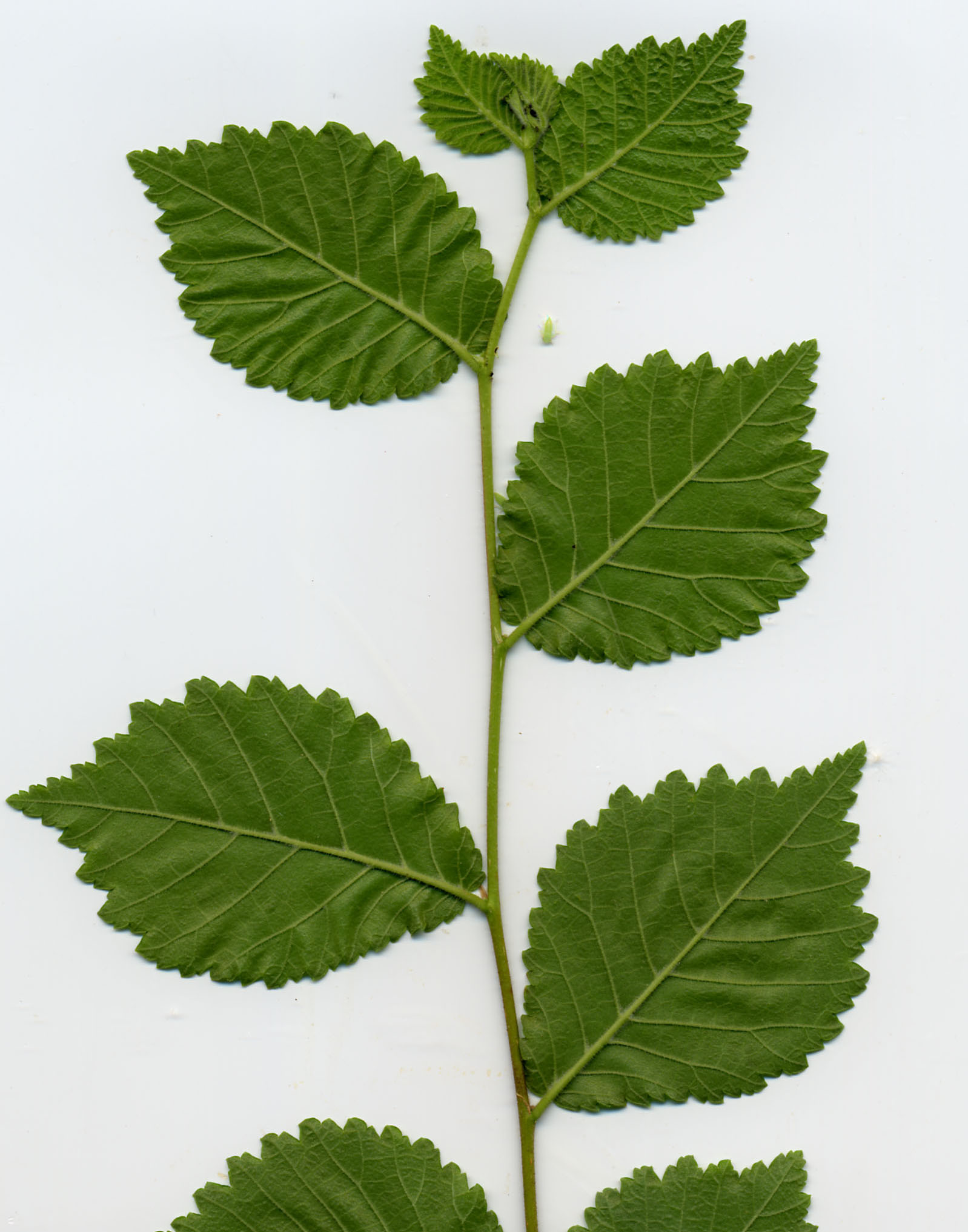
Rameau d'orme.

- Fleurs sans pétales et en glomérules rouges apparaissant en mars sur les rameaux de l'année précédente.
- Pollen ovale ou rond d'une taille de 28 × 22 µm, relativement lisse ;
Pollinisation anémogame (par le vent);
Allergénicité : 1/5, allergies croisées possibles avec les pollens d'Ulmacée.
- Fruit ailé rouge-verdâtre aplati en forme de disque, dit samare ou akène ailé, dispersé par le vent, apparaissant en mars-avril avant les feuilles, groupé en boules. Il est mûr fin mai, et on peut le semer immédiatement après récolte. Ce fruit le rend donc angiosperme.
- Espèces proches : on distingue en Europe l'Orme champêtre, l'Orme lisse, l'Orme de montagne[4],[5]. En Amérique du Nord c'est l'Orme d'Amérique. Cependant de nombreux croisements et sélections ont été faits depuis plusieurs siècles. Selon Pierre Lieutaghi, il existe des hybrides et des clones parmi les populations cultivées, en particulier entre l'orme de montagne et l'orme champêtre[6].

## Liste des espèces et taxons infraspécifiques
Les espèces acceptées par Catalogue of Life sont en caractères gras soulignés :
- Ulmus x acuminatissima = U.× hollandica
- Ulmus x acutissima = U.× hollandica
- Ulmus alata Michx
- Ulmus x alta = U.× hollandica
- Ulmus americana L.
- Ulmus x androssowii (U.minor x U.pumila)
  - Ulmus x androssowii var. subhirsuta
- Ulmus x anglosaxonica = U.× hollandica
- Ulmus x angustiformis = U.× hollandica
- Ulmus asymmetrica = U.minor subsp.minor
- Ulmus x atrovirens = U.× hollandica
- Ulmus bergmanniana C. K. Schneid
  - Ulmus bergmanniana var. lasiophylla
- Ulmus boissieri Grudz.
- Ulmus camperdownii = U. glabra
- Ulmus x cantabrigiensis = U.× hollandica
- Ulmus carpinifolia = Ulmus minor subsp. minor
- Ulmus castaneifolia Hemsl
- Ulmus changii W. C. Cheng
  - Ulmus changii var. kunmingensis
- Ulmus x chaterorum = U.× hollandica
- Ulmus chenmoui W. C. Cheng
- Ulmus chumlia Melv. & Heybr.
- Ulmus x coriaceifolia = U.× hollandica
- Ulmus cornubiensis = U.minor subsp.minor
- Ulmus x crassa = U.× hollandica
- Ulmus crassifolia Nutt.
- Ulmus x crenata = U.× hollandica
- Ulmus x cuneiformis = U.× hollandica
- Ulmus x curvifolia = U.× hollandica
- Ulmus x daveyi = U.× hollandica
- Ulmus davidiana Planch.
  - Ulmus davidiana var. japonica
- Ulmus elongata L. K. Fu & C. S. Ding
- Ulmus erythrocarpa W. C. Cheng ex Yi F. Duan & X. R. Wang
- Ulmus exoniensis = Ulmus glabra
- Ulmus gaussenii W. C. Cheng
- Ulmus glabra Huds.
- Ulmus glaucescens Franch.
  - Ulmus glaucescens var. lasiocarpa
- Ulmus x gyrophylla = U.× hollandica
- Ulmus harbinensis S. Q. Nie & G. Q. Huang
- Ulmus x hollandica (U.glabra x U.minor)
- Ulmus x incisa = U.× hollandica
- Ulmus x insularum = U.× hollandica
- Ulmus intermedia = Ulmus glabra
- Ulmus ismaelis Todzia & Panero
- Ulmus kunmingensis W. C. Cheng
- Ulmus laciniata (Herder) Mayr ex Schwapp.
- Ulmus laevis Pall.
- Ulmus lamellosa Z. Wang & S. L. Chang
- Ulmus lanceifolia Roxb.
- Ulmus x longicaudat = U.× hollandica
- Ulmus x longidens = U.× hollandica
- Ulmus x longidentata = U.× hollandica
- Ulmus macrocarpa Hance
  - Ulmus macrocarpa var. glabra
- Ulmus x madingleyensis = U.× hollandica
- Ulmus mesocarpa = U. Davidiana var japonica x U. macrocarpa
- Ulmus mexicana (Liebm.) Planch.
- Ulmus microcarpa L. K. Fu
- Ulmus x microdon = U.× hollandica
- Ulmus minor Mill.
  - Ulmus minor subsp. angustifolia
  - Ulmus minor subsp. canescens
  - Ulmus minor subsp. minor
  - Ulmus minor subsp. sarniensis
- Ulmus mossii = Ulmus glabra
- Ulmus x multidentata = U.× hollandica
- Ulmus multinervis = Ulmus castaneifolia
- Ulmus x obesidens = U.× hollandica
- Ulmus x obesifolia = U.× hollandica
- Ulmus x oblanceolata = U.× hollandica
- Ulmus x occidentalis = U.× hollandica
- Ulmus parvifolia Jacq.
- Ulmus x peninsularis = U.× hollandica
- Ulmus x platyphylla = U.× hollandica
- Ulmus x prionophylla = U.× hollandica
- Ulmus procera = Ulmus minor subsp. procera
- Ulmus x proceriformis = U.× hollandica
- Ulmus x prominentidens = U.× hollandica
- Ulmus prunifolia W. C. Cheng & L. K. Fu
- Ulmus x pseudelegantissima = U.× hollandica
- Ulmus x pseudobovata = U.× hollandica
- Ulmus pseudocoritana = Ulmus minor subsp. minor
- Ulmus pseudopropinqua S. Y. Wang & C. Y. Li
- Ulmus pumila L.
- Ulmus x rasilis = U.× hollandica
- Ulmus x rhombifolia = U.× hollandica
- Ulmus rubra Muhl.
- Ulmus x scabrosa = U.× hollandica
- Ulmus serotina Sarg.
- Ulmus x serrata = U.× hollandica
- Ulmus x serratifrons = U.× hollandica
- Ulmus x serratula = U.× hollandica
- Ulmus sowerbyi = U. minor subsp. minor
- Ulmus x sylvatica = U.× hollandica
- Ulmus szechuanica W. P. Fang
- Ulmus thomasii Sarg.
- Ulmus uyematsui Hayata
- Ulmus wallichiana Planch.
  - Ulmus wallichiana subsp. wallichiana
  - Ulmus wallichiana subsp. xanthoderma
  - Ulmus wallichiana var. tomentosa

Les taxons suivants sont présents en France  :
- Groupe d’Ulmus laevis
  - Ulmus laevis Pallas (1784)
- Groupe d’Ulmus carpinifolia
  - Ulmus carpinifolia Gleditsch (1773)
  - Ulmus carpinifolia var. cornubiensis (Weston) Rehd.
  - Ulmus carpinifolia var. sarniensis (Loudon) Rehd.
- Groupe d’Ulmus glabra
  - Ulmus glabra Huds. (1762)
  - Ulmus pyrenaica Lapeyrouse (1813)
  - Ulmus gallica Chevallier
  - Ulmus corylacea Dumortier (1827)
- Groupe d’Ulmus minor
  - Ulmus minor Miller (1768)
  - Ulmus procera Salisb. (1796)
  - Ulmus plotii Druce (1911 ?)

ITIS en donne d'autres :
- Ulmus alata Michx. - Orme ailé;
- Ulmus americana L. - Orme d'Amérique;
- Ulmus crassifolia Nutt. - Orme cèdre;
- Ulmus × hollandica - Orme hollandais (Ulmus glabra et Ulmus minor)
- Ulmus × notha Wilhelm et G. Ware, hyb. nov. ined.;
- Ulmus parvifolia Jacq. - Orme de Chine;
- Ulmus pumila L. - Orme de Sibérie;
- Ulmus rubra Muhl. - Orme rouge;
- Ulmus serotina Sarg.;
- Ulmus thomasii Sarg. - Orme liège.

Une autre espèce est relevée dans la littérature :
- Ulmus carpaniflora : l'Ormeau[9].

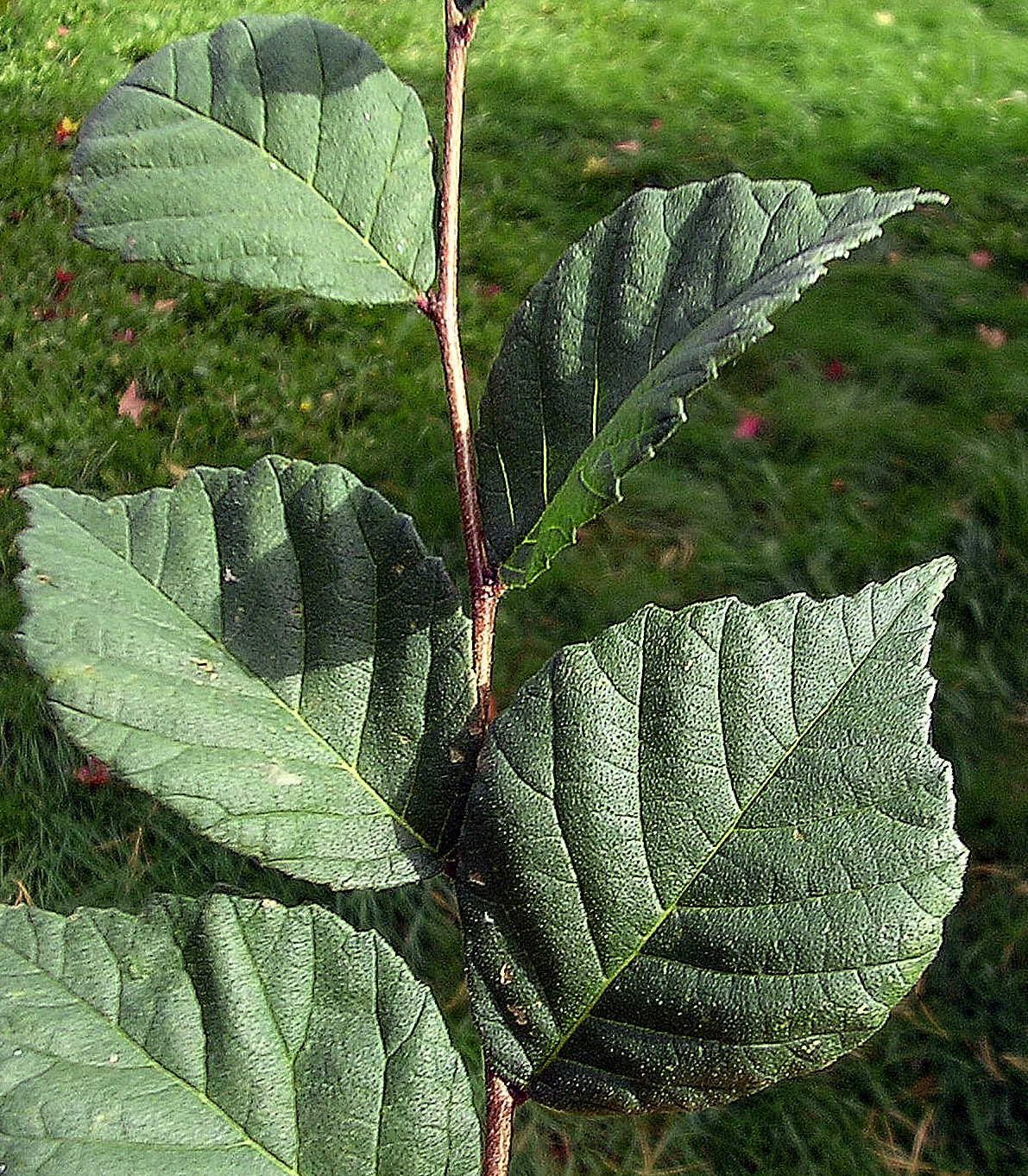
Feuillage d’Ulmus lamellosa.
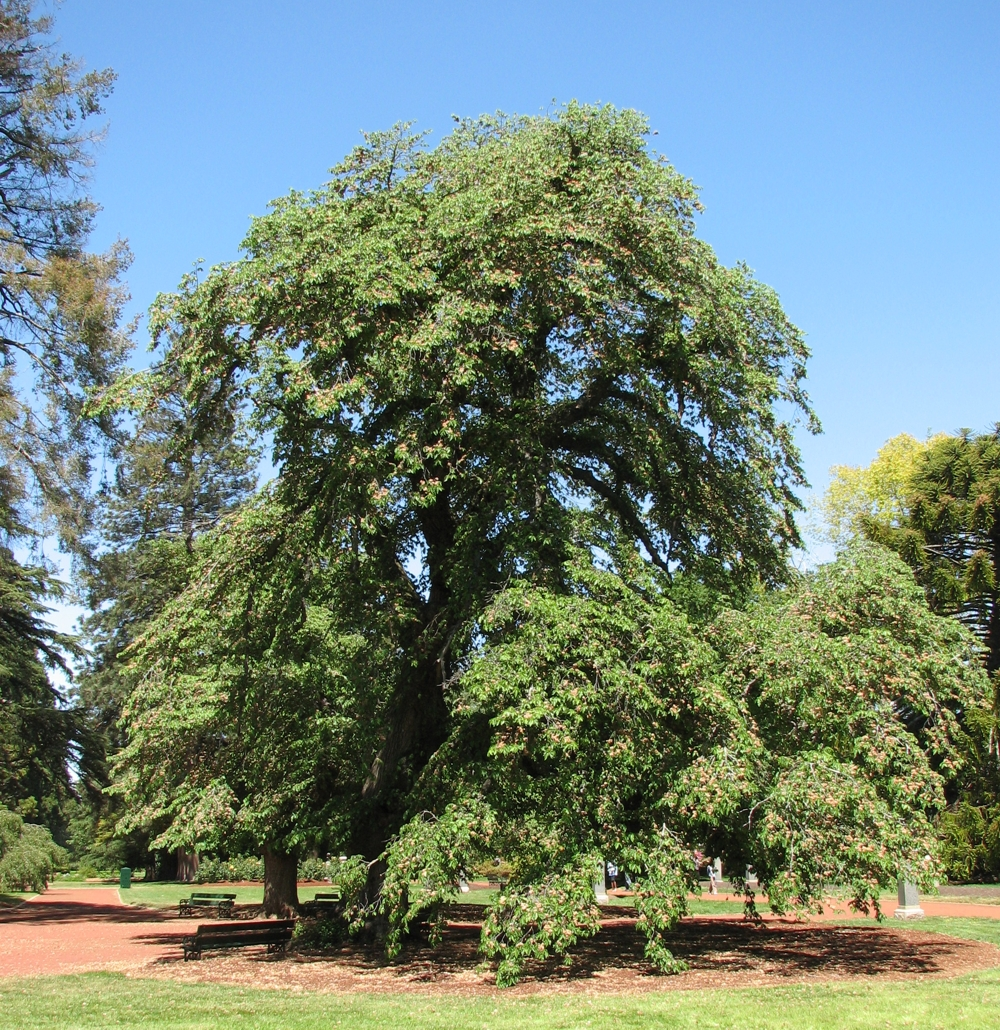
Ulmus glabra variété horizontalis de 120 ans à Melbourne.
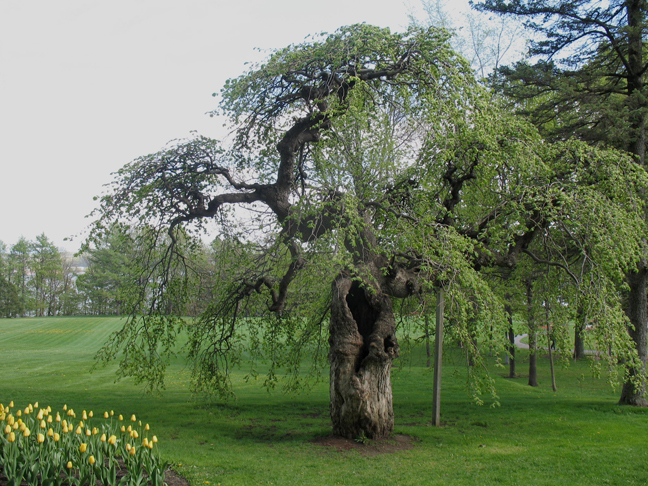
Ulmus glabra variété camperdownii de 150 ans au parc du Bois-de-Coulonge à Québec.
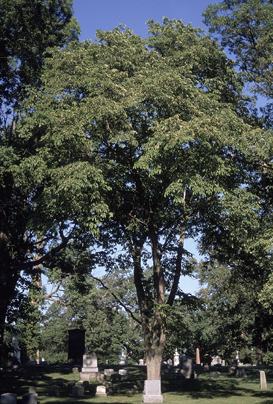
Ulmus rubra dans l’Ohio.
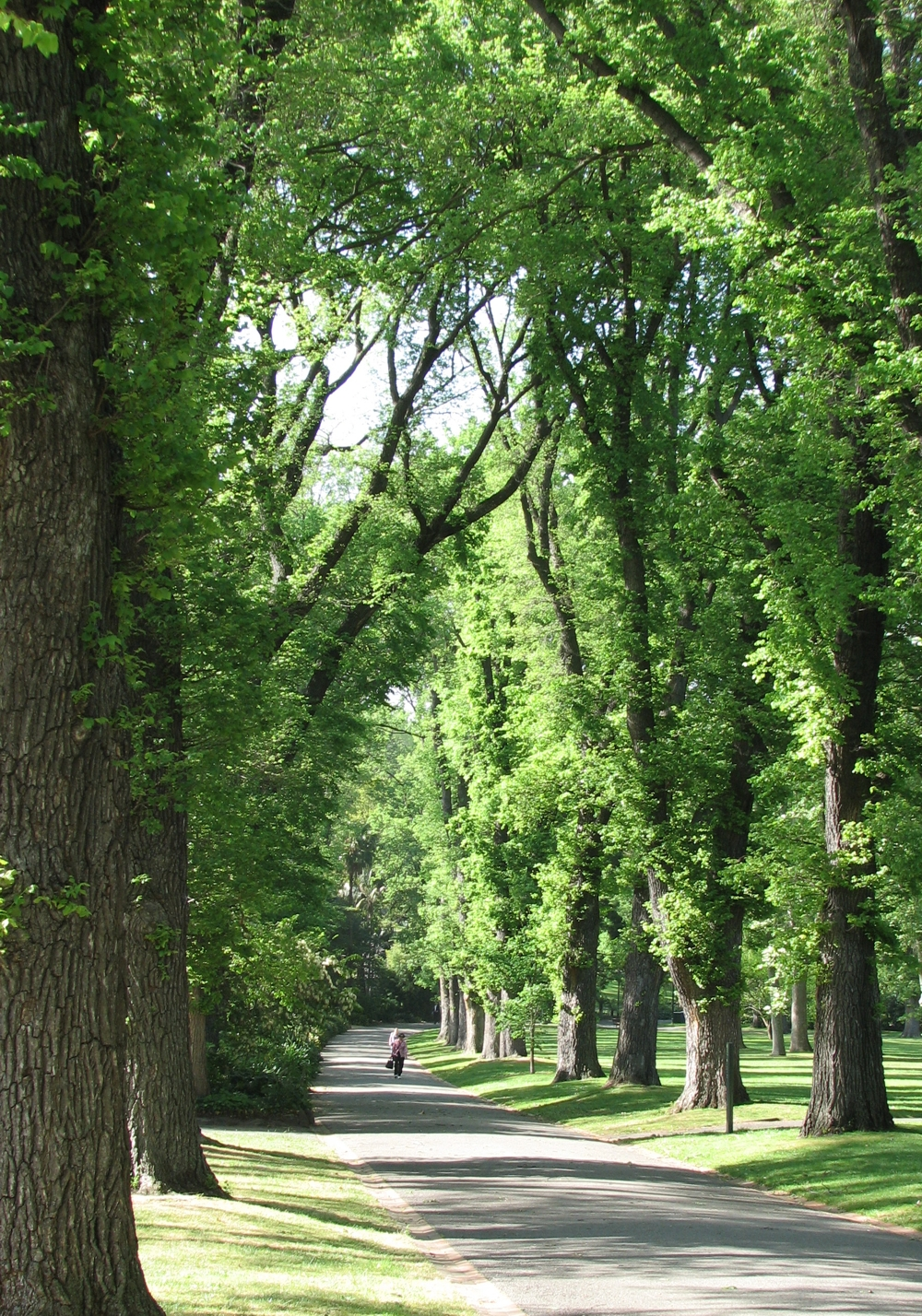
Allée d’Ulmus procera à Melbourne.

## Habitat
L'orme forme des futaies appelées « ormaies ». En Suisse, il peut être associé pour constituer l'aulnaie alluviale, l'érablaie de ravin méso-hygrophile et la tillaie thermophile sur éboulis ou lapiez. A Genève, la frênaie-ormaie à prêle d'hiver est considérée comme hypothétique en raison de la maladie.

## Ormes remarquables
Le naturaliste J. Macquart cite parmi les arbres qui l'ont le plus impressionné deux ormes remarquables en Suisse :
« (...) mais c'est particulièrement dans les environs de Genève que j'ai observé les arbres les plus remarquables. En parcourant la rive septentrionale du lac jusqu'à Villeneuve, j'ai vu dans une riante prairie près de la jolie petite ville de Morges deux Ormes aux dimensions colossales. Chacun d'eux avait à la sortie du sol 17 mètres de circonférence, et sa couronne était d'une très-grande étendue. Dès l'année 1541, ces Ormes étaient d'une grosseur remarquable. L'un d'eux a été renversé en 1824 ».
L'Orme Saint-Gervais est planté sur la place Saint-Gervais à Paris. La présence d'un orme à cet emplacement est attestée dès le XIIIe siècle, l'actuel a été planté en 1935.

## Utilisations de l'orme
L'orme était autrefois abondamment planté dans les régions de bocage pour servir de bois d'œuvre (il pouvait être émondé tous les sept ans environ, ce qui augmentait encore sa résistance à la courbure dans les charpentes). Résistant à l'eau quand il est immergé, à l'instar du chêne et de l'aulne, il a été notamment utilisé pour les moyeux de roues à aubes des moulins à eau, comme pilotis et pour les affûts de canon. Bois de marine, on s'en servait encore au XIXe siècle pour les pompes, caisses de poulies, moques, barres, affûts et anspects.
Facilement bouturable, il a aussi beaucoup été planté en ville dès François Ier et Henri IV, puis le long des boulevards et mails, comme arbre d'alignement pour former de l'ombre. Il était planté en quinconce autour des fermes et châteaux de nombreuses régions, dont celles du Nord de la France.
On l'a utilisé en Amérique du Nord pour ses « effets de tunnel »[réf. nécessaire]. L'orme d'Amérique avait en effet des qualités idéales pour une telle utilisation :
- croissance rapide ;
- large adaptation à différents climats et types de sols ;
- bois résistant au vent ;
- croissance évasée ne nécessitant pas de gros élagage.

Autres emplois
- La dureté de l'orme en a fait un bois de travail de choix, notamment pour des vis, roues, galoches (voir sabot), coques de bateaux d'échouage (flobarts).
- L'orme est également beaucoup élevé en bonsaï, principalement en utilisant l'orme de Chine (Ulmus parvifolia). Parvifolia signifiant « à petites feuilles », cette espèce se prête d'autant plus facilement au bonsaï.
- Utilisé comme bois d'arc, il servit à la fabrication des arcs.
- Les jeunes feuilles sont consommables crues ou cuites comme les épinards. Les samares encore tendres sont également comestibles et peuvent être ajoutées aux salades[14].

 Usages alimentaires 
- Dans certaines régions, la graine ou les samares (pourvues d’une aile membraneuse et groupées en bouquets) de l’orme Ulmus minor étaient traditionnellement mangées (par les garçons, en Sardaigne)[15].
- En Norvège et en Chine, le liber d'orme était mélangé à de la farine ; il était également donné aux bébés et aux malades.

## État, pressions, menaces pour les populations d'ormes
Les grands ormes ont presque disparu d'Europe en quelques années à la suite de la diffusion du pathogène Ophiostoma novo-ulmi. On cherche à restaurer des populations génétiquement diversifiées pour qu'elles soient plus résilientes.
Dans les années 1990-2000, des recherches ont sélectionné quelques dizaines de clones supposés moins sensibles à la graphiose (INRA Nancy et Cemagref en France). En Europe et en France depuis 1987 le Cemagref coordonne la conservation et l'étude génétique des ormes indigènes de neuf pays européens.
- Conservation ex situ : en France, près de 400 clones (300 U. minor, 80 U. laevis, 30 U. glabra) ont été collectés, obtenus de bouturage de pousses herbacées venant d'ormes apparemment indemnes, dans une dizaine de régions). Un petit conservatoire régional a été créé sur l’île de Chausey, abritant 70 clones de Basse-Normandie bouturés dans les années 1980 par la DRAE (ex-DIREN) avec l’association CREPAN. Il enrichit la collection nationale de Nogent-sur-Vernisson (Loiret) et de Guémené-Penfao (Loire-Atlantique), conservée sous forme de haies basses, peu attractives pour l’insecte vecteur du pathogène. Quelques dizaines de clones sont aussi cryo-conservés par l’AFOCEL et d'autres (dont clones français) sont aussi cryo-conservés en France et en Allemagne.
- Conservation in situ : depuis 1998, le Cemagref et l'ONF travaillent aussi à la conservation in situ, avec les conservatoires botaniques et diverses ONG, dont en forêt pour U. glabra et U. laevis.

## La graphiose
En 1825, François-Joseph Grille, sans employer le vocabulaire des écologues modernes, proteste déjà contre l'appauvrissement génétique des populations d'ormes trop volontiers clonés ou greffé au détriment de la richesse adaptative que permet le semis :
« Les planteurs d'ormes se bornent trop souvent au moyen le plus facile, qui est de planter par rejeton et par éclats de racines ; mais ils en sont les dupes, et ils n'obtiennent que des sujets rabougris qui ne rapportent presque rien. On distingue au premier coup-d'œil, à la beauté de leur port et à la vigueur de leur végétation, les ormes de semis, et ceux à feuilles étroites greffés sur sujets écossais, dans les plantations d'agrément, dans les parcs, et sur les pelouses qui environnent les maisons de campagne. » Cette homogénéisation génétique a peut-être contribué à la rapide diffusion de la graphiose de l'Orme.

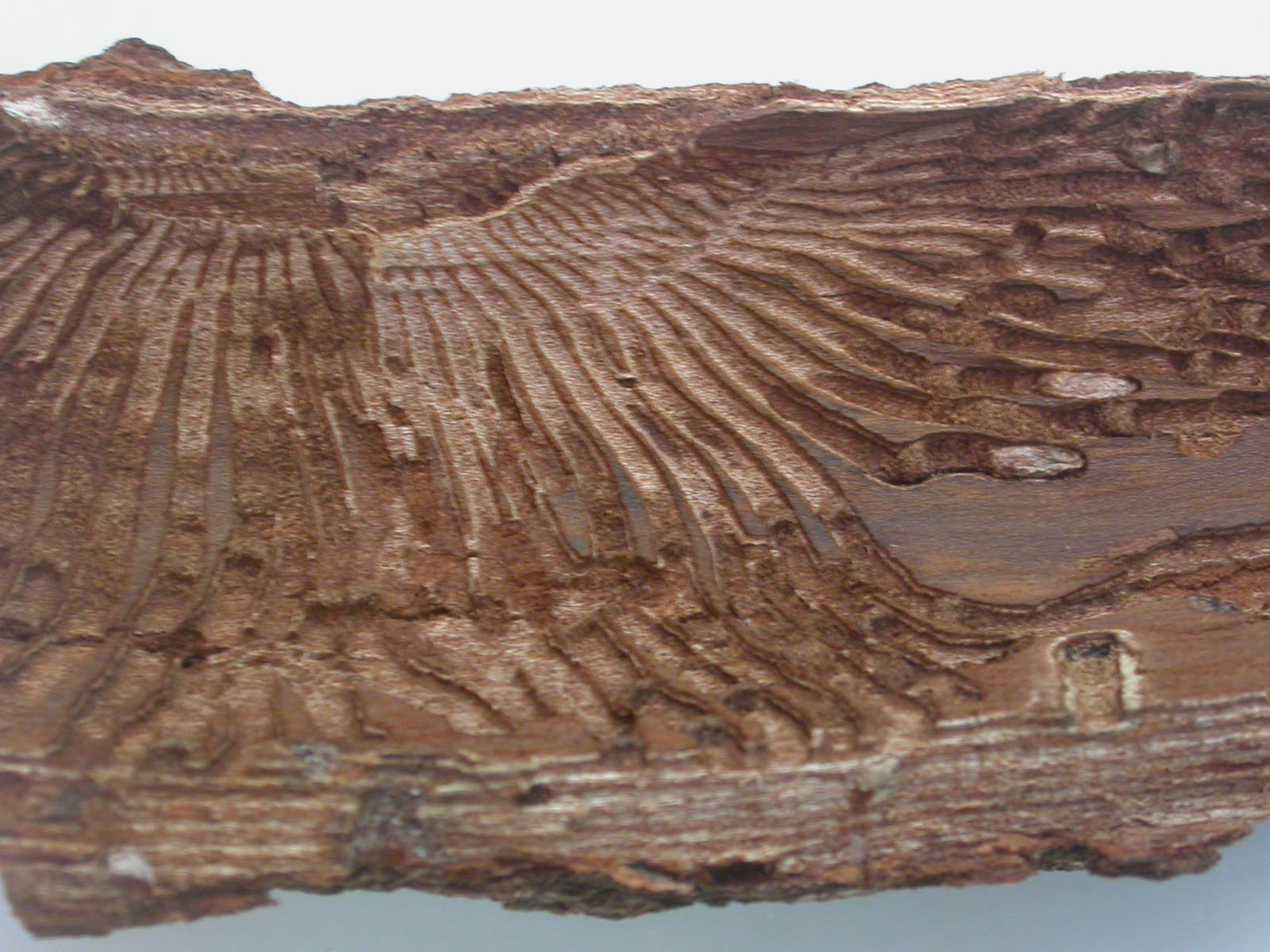
Galeries de scolytes sous l'écorce d'un tronc d'orme.

La graphiose de l'orme ou maladie hollandaise de l'orme a dévasté les ormes dans tout l'hémisphère nord depuis 1925 environ. Il s'agit d'une maladie fongique causée par un ascomycète, Ophiostoma ulmi, lui-même disséminé par divers coléoptères de la sous-famille des Scolytinae.
C'est à la fin des années 1970 que la maladie des ormes est apparue pour la première fois à Paris. Aucun traitement n'a réussi à en venir à bout. Des injections dans les arbres malades en 1986-1987 ont été infructueuses. On comptait 30 000 ormes parisiens avant l'épidémie, alors qu'aujourd'hui seuls 1 000 survivent, dans les larges avenues parisiennes (avenue d'Italie, de Choisy, boulevard Lefebvre, de Grenelle, Garibaldi…) et deux très vieux rescapés (un au jardin des Tuileries devant l'Orangerie, et un autre, célèbre, place Saint-Gervais, derrière l'Hôtel de ville). Alors que, au XVIIe siècle, l'orme était la première espèce d'arbre à Paris, aujourd'hui, c'est l'une des moins répandues.
Tant que l'arbre jeune est taillé, il survit plus longtemps qu'en croissance libre, bien qu'affecté de déformation de l'écorce. Mais il finit par mourir précocement par rapport à un sujet non affecté[réf. nécessaire].

### Résistance à la graphiose
On cherche à développer des ormes résistant à la graphiose depuis 1960. La recherche est partie dans diverses directions :
- Hybridation entre l'orme d'Amérique et l'orme de Chine. Cela a produit des arbres plus résistants (des hybrides commerciaux sont disponibles). Toutefois, ces arbres sont plus petits que les ormes américains et n'ont pas sa forme en vase appréciée.
- D'autres tentatives ont été faites pour développer des cultivars résistants de Ulmus americana : les variétés Liberty Elm, Valley Forge et New Harmony sont disponibles commercialement et semblent bien résister. Toutefois, on ne saura que vers 2010 si elles sont viables. Le Princeton Elm, cultivar créé en 1920 pour ses qualités ornementales, semble également bien résister à la graphiose.

En 2005, les deux types d'ormes les plus résistants sont :
- un hybride japonais, « Ulmus × resista » dont il existe deux cultivars : « Sapporo Autumn Gold » et « New Horizon ». Mais leurs caractéristiques sont assez éloignées des ormes européens  (port arbustif, pousse très rapide).
- le cultivar « LUTECE Nanguen » est le plus prometteur. Il devrait être commercialisé en 2006. Un chercheur de l'INRA de Nancy a obtenu cet hybride par fécondations croisées de six variétés dont Orme de montagne (Est de la France), Orme champêtre et Orme de l'Himalaya.

En prolongement aux actions menées sur les îles Chausey en Basse-Normandie, la CREPAN en liaison avec l'IRSTEA (ex-Cemagref) poursuit ses travaux en cherchant des souches supposées résistantes et en proposant à des particuliers ou des collectivités des plants issus de semis réalisés. Entre 2007 et 2014, plus de 300 ormes ont été plantés en Basse-Normandie.

## Plante hôte
Les chenilles des lépidoptères suivants se nourrissent d'orme :
- la Zeuzère du poirier (Zeuzera pyrina, famille des Cossidae),

- l'Écaille marbrée (Callimorpha dominula, famille des Erebidae),
- la Boarmie recourbée (Alcis repandata, famille des Geometridae)
- le Céladon (Campaea margaritata, famille des Geometridae),
- L'Ennomos du tilleul (Ennomos alniaria, famille des Geometridae),
- la Phalène du bouleau (Biston bétularia, famille des Geometridae),
- la Phalène velue (Phigalia pilosaria, famille des Geometridae),
- la Marbrée (Biston strataria, famille des Geometridae),
- la Phalène hérissée (Lycia hirtaria, famille des Geometridae)[19],
- la Zérène de l'orme (Abraxas sylvata, famille des Geometridae),
- La Thècle de l'orme (Satyrium w-album, famille des Lycaenidae) dont la chenille ne peut se développer que sur l'orme, dont elle consomme les bourgeons floraux et foliaires. À la suite de l'épidémie de graphiose, le lien étroit entre ce lépidoptère et sa plante hôte a entraîné la quasi-disparition de l'espèce[20], qui est aujourd'hui protégée depuis 1993 en Île-de-France.
- La Lichénée bleue (Catocala fraxini, famille des Noctuidae),
- le Sphinx du tilleul (Mimas tiliae, famille des Sphingidae) sur Ulmus procera[19].

## Symbolisme[21]
Pour les Grecs de l'Antiquité, l'orme était l'arbre d'Hermès et d'Oneiros (dieu des songes et de la nuit, fils d'Hypnos, dieu du sommeil, frère de Thanatos, dieu de la mort). Les fruits ailés accompagnaient les âmes des défunts devant le juge suprême. Il fut le symbole celte de la générosité. Les Germains l'ont considéré comme un arbre féminin et sacré (associé au frêne masculin)[réf. nécessaire].
Pour les Gaulois qui  assimilaient les personnalités des individus à des arbres, l'orme caractérise les natifs du 12 au 24 janvier et du 15 au 25 juillet.
Vénérés au Moyen Âge, en Occident, les ormes étaient habituellement plantés sur le parvis devant les églises « vouées aux saints martyrs », peut-être en raison de leur sève couleur rouge sang. Ils étaient le point de rencontre après la messe, le lieu des duels et les juges et plaideurs y rendaient aussi justice. Ainsi pour celui devant l'église Saint-Gervais de Paris.
Dans le calendrier républicain, l'Orme était le nom attribué au 12e jour du mois de ventôse.

## Culture
Attendez-moi sous l’orme, pièce de Jean-François Regnard (1694).
L’expression « Attendez-moi sous l’orme », devenue proverbiale (désuète et peu usitée), signifie que l’on n’a pas l’intention de se rendre à un rendez-vous.

## Représentations artistiques

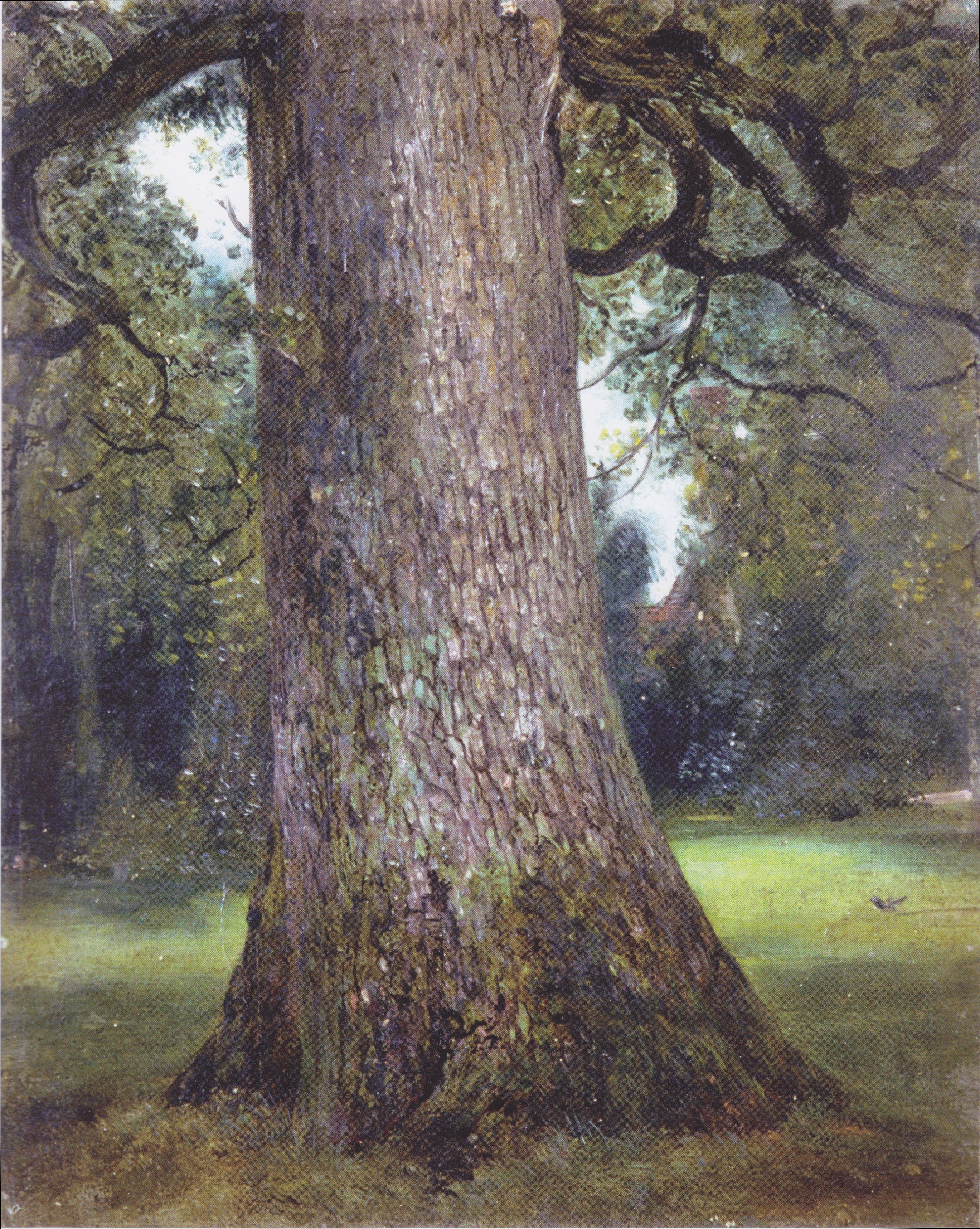
Étude du tronc d'un orme par John Constable (1821), Victoria and Albert Museum.

Le peintre paysagiste anglais John Constable qui avait le souci de décrire la nature et travaillait beaucoup dehors, dans sa région Dedham Vale dans le Suffolk, a réalisé une étude d'orme à Hampstead Heath en 1821.